# Гальцио, Коррадо
Коррадо Гальцио (итал. Corrado Galzio; 3 ноября 1919, Ното (Сицилия), Королевство Италия — 19 апреля 2020, Ното (Сицилия), Итальянская Республика) — итало-венесуэльский пианист, основавший Международный музыкальный фестиваль в Ното и  Итальянскую музыкальную консерваторию в Каракасе. Гальцио способствовал популяризации классической музыки в Италии и Венесуэле, а также внес вклад в развитие дипломатических отношений этих двух стран. В Венесуэле он работал художником, учителем и ведущим радио- и телевизионных программ. Гальцио широко известен как отец камерной музыкальной культуры в латиноамериканских странах.

## Первые годы активности и период войны (1919-1947)
Коррадо Гальцио родился небольшом городке Ното на юге Сицилии. Это место известно своей архитектурой в стиле барокко и внесено в список Всемирного наследия ЮНЕСКО. Еще ребенком Гальцио начал учиться игре на фортепиано в Ното, под руководством маэстро Джузеппе Скопа. В возрасте восьми лет он переехал в Милан, где продолжил учебу. Он получил музыкальное образование в консерватории Санта-Чечилия в Риме под руководством маэстро Ренцо Сильвестри. Композиции Гальцио отражали дух Италии того времени и этим выделялись среди остальных. Гальцио выступил вживую со своей программой классической музыки на Radio Roma и в 1940 году был награжден премией Premio Littoriale за его композиции на фортепиано. В том же году он отправился на войну добровольцем

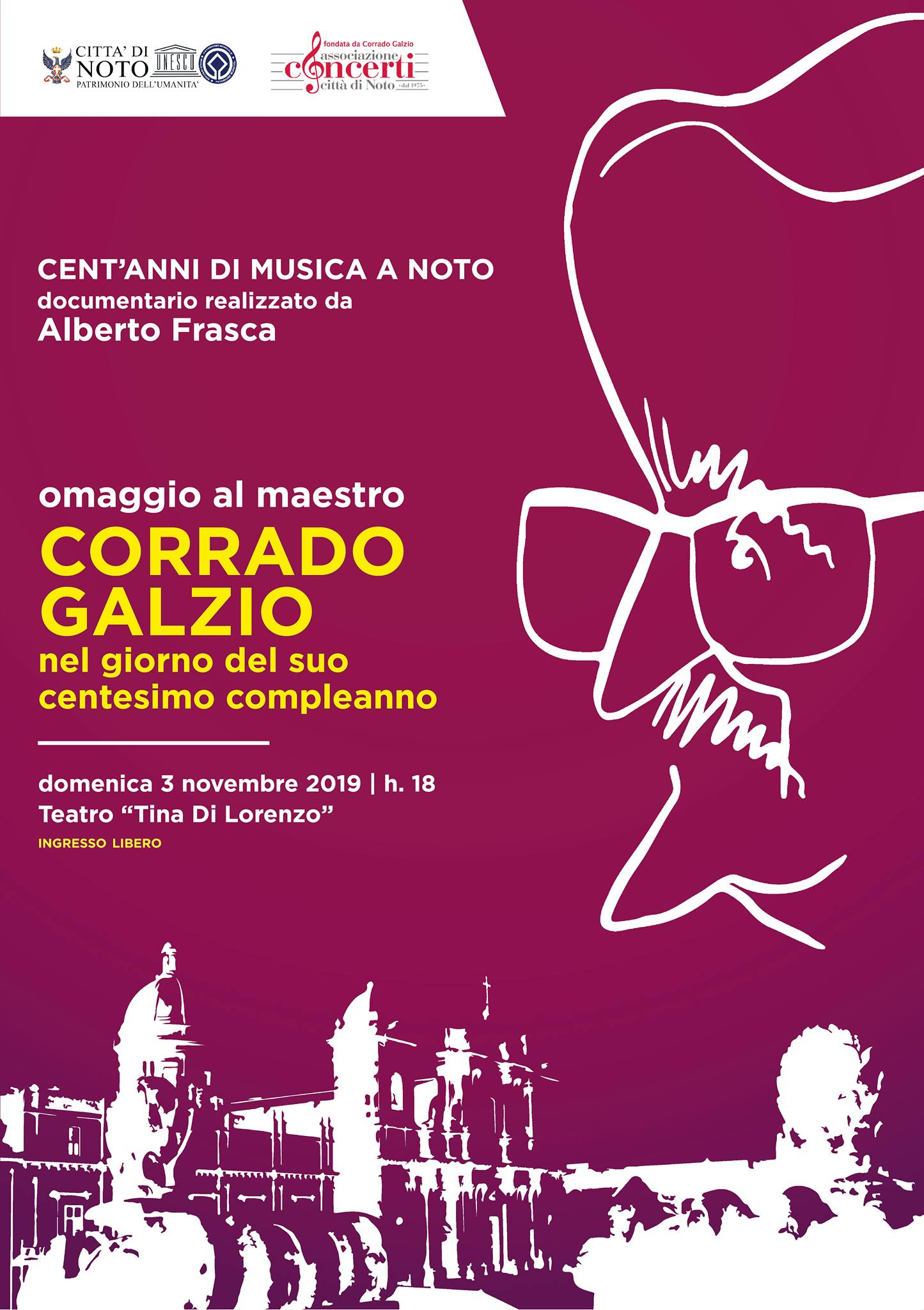
Плакат к 100-му дню рождения Коррадо Гальцио

## Венесуэла (1947-2020)
В 1947 году Гальцио эмигрировал в Венесуэлу. Первые годы его деятельности в этой стране сопровождались бурной активностью и новаторским рвением. Он преподавал в  Маракайбо в Музыкальной академии, а в Сан-Кристобале стал директором Государственной консерватории. Находясь в Каракасе, Гальцио основал Итальянскую музыкальную консерваторию и Культурный центр Монте-Сакро, где проводились концерты и встречи с деятелями музыки со всего мира. Именитые итальянские коллеги из Академии Санта-Чечилия – одного из старейших музыкальных заведений в мире, приняли предложение сотрудничества от Гальцио, что способствовало повышению престижа Консерватории. Именно с этими музыкантами Гальцио ездил по всему миру давая концерты. Культурный центр Монте-Сакро по-прежнему предоставляет желающим возможность послушать концерты Симфонического муниципального оркестра Каракаса.
В 1952 году Гальцио основал радиопрограмму «Temas con Variaciones», которая, с попоявлением телевидения, начала транслироваться в прямом эфире на самом важном национальном телеканале. «Temas con Variaciones» обрела популярность по всей стране и давала возможность послушать живые концерты камерных ансамблей, созданных и возглавляемых маэстро Гальцио, а также интервью со знаменитостями Европы и Америки. По радио Capital Caracas и сегодня можно послушать выпуски «Temas con Variaciones», редактором которой является профессор Эйнар Гойо Понте из Университета Андреса Белло. Благодаря своей длительной и непрерывной деятельности, эта передача является одним из старейших и наиболее известных культурных достояний страны.

## Концертная деятельность
Радио и руководство различными музыкальными учреждениями в Италии и Венесуэле всегда были связаны с маэстро Коррадо Гальцио. Кроме того, Гальцио активно давал концерты по всему миру, что позволило ему выступить вместе со многими музыкальными деятелями, среди которых были: Гаспар Кассадо, Антонио Янигро, Рикардо Однопосов, Дино Асьолла, Берле Сенофски, Суна Кан, Уто Уги, Коррадо Романо, Мишель Рабин, Иона Браун, Тереза Грин-Коулман, Лиза Делла Каза, Сальваторе Аккардо, Руджеро Риччи, Кристиан Феррас и Пьер Фурнье.
Вместе с музыкантами Академии Санта-Сесилия Маэстро Гальцио основал множество камерных ансамблей, в том числе Квартет Гальцио и Ансамбль солистов Санта-Сесилии. Это были группы со свободной структурой, среди которых можно было увидеть трио, квартеты, квинтеты и секстеты. С этими ансамблями Гальцио гастролировал по Европе, Латинской Америке, Южной Азии, Ближнему Востоку, Советскому Союзу, США и Китаю, всегда получая хвалебные отзывы как от публики, так и от критиков.
Коррадо Гальцио всегда продвигал именно венесуэльских музыкантов. В свои концерты, помимо классического репертуара (Барток, Бетховен, Брамс, Шопен, Дебюсси, Де Фалья, Доницетти, Дворак, Форе, Франк, Григ, Глинка, Глюк, Моцарт, Мендельсон, Прокофьев, Равель, Шуберт, Шуман, Стравински и Тартини), он всегда включал произведения венесуэльских композиторов, таких как Бланка Эстрелла, Рейнальдо Хан, Разес Эрнандес Лопес и Хуан Баутиста Плаза
В честь Коррадо Гальцио произведения писали такие известные композиторы, как Примо Казале, Раффаэле Жервазио, Нино Рота, Эннио Морриконе, Стефано Соллима, Джованни Феррауто и Бланка Эстрелья.

## Концертная ассоциация, Международный музыкальный фестиваль, Школа струнных инструментов
Гальцио твердо верил, что “музыка это неотъемлемая часть культуры”, и в 1975 году основал Концертную ассоциацию города Ното. Он был намерен развить культурную жизнь родного города, возродив его музыкальные традиции. Таким образом, Гальцио организовывал и проводил Международный фестиваль Notomusica, различные концерты в школах и близлежащих небольших деревнях, а также курсы музыкальной дидактики. Начиная с 1975 года и по сегодняшний день, Международный фестиваль Notomusica является обязательным пунктом в туристической программе людей, считающих себя настоящими ценителями классической музыки. К 45-му юбилею, фестиваль собрал всемирно известных артистов, оркестровые ансамбли, многих солистов Академии Санта-Сесилия, среди которых: Винченцо Мариоцци, Уго Дженнарини, Николае Сарпе, Антонио Сальваторе и Фаусто Анзельмо, которые также выступали в Ното, и кроме того: Сальваторе Аккардо, Бруно Канино, Алирио Диас, Суна Кан, Катя и Мариэль Лабек, Франко Маджо Ормезовски, Антонио Паппано, Катя Риччарелли, Руджеро Риччи и Уто Уги.
Также фестиваль собрал всемирно известных деятелей музыки, таких как: Эннио Морриконе, Луис Э. Бакалов, Стефано Боллани, Ди Ди Бриджуотер, Паоло Фресу, Ричард Гальяно, Розарио Джулиани, Энрико Рава, Данило Реа и Пеппе Сервилло. Помимо итальянских и европейских оркестров, среди которых оркестр Винченцо Беллини из Театро Массимо, Туринский камерный оркестр и Камерный оркестр Европейского сообщества, в Фестивале также приняли участие многие венесуэльские артисты и оркестровые ансамбли. Симфонический оркестр Симона Боливара, Молодежный оркестр Терезы Карреньо, Муниципальный симфонический оркестр Каракаса, Венесуэльский симфонический оркестр и Симфонический оркестр Маракайбо – это лишь малая часть тех, кто имел честь выступить на Фестивале.
В 1997 году Коррадо Гальцио основал школу струнных инструментов Ното, дав новую жизнь струнной школе, основанной в 1930-х годах его маэстро Джузеппе Скопа, которому Гальцио хотел воздать должное. Обучение в школе полностью бесплатное, а в курс «Музыкальная грамотность» входят два класса скрипки, один класс фортепиано и класс сопрано для мальчиков, в котором обучаются около пятидесяти учеников в возрасте от семи до двенадцати лет.

## Последние годы
В 2006 году в возрасте восьмидесяти шести лет Гальцио выступал в Турции, Пакистане и Германии с ансамблем в составе Уго Дженнарини, Франческо Соррентино и Мариам Даль Дон. Последнее его публичное выступление состоялось в 2015 году, по случаю сорокалетия Фестиваля, где маэстро исполнил композицию, которую Раффаэле Жервазио на заре своей концертной карьеры посвятил ему.
3 ноября 2019 года город Ното отметил столетие Гальцио грандиозной церемонией, организованной Администрацией города и Концертной ассоциацией города Ното, которая прошла в театре "Tina Di Lorenzo". Во время мероприятия мэр Ното от лица всего города воздал дань уважения Гальцио. Президент Ассоциации концертов Альберто Фраска произнес речь, осветив всю историю музыкальной культуры города Ното, которая тесно переплетается с биографией маэстро. Вечер закончился видеообращениями от Сальваторе Аккардо, Уто Уги, Эннио Морриконе, а также и выступлением мастеров Академии Санта-Сесилия в честь маэстро, коллег Гальцио по гастролям и посольства Венесуэлы в Италии.
Коррадо Гальцио скончался в своем родном сицилийском городе Ното 19 апреля 2020 года.
По инициативе мэра Коррадо Бонфанти в честь Коррадо Гальцио была построена Музыкальная школа г. Ното. Бонфати хотел отдать дань Гальцио, который оставил после себя огромное музыкальное наследие.
Итальянские и венесуэльские газеты опубликовали статьи в честь Гальцио.
Радиопрограмма «Tema con Variaciones» посвятила Гальцио специальный выпуск, во время которого звучали его музыкальные выступления.

## Награды
- Рыцарь Итальянской Республики, 1956 г.
- Награда D’oro муниципалитета Ното, 1997 г.
- Награда Italia nel Mondo, 1998 г.
- Премия Noto Excellence, 2015 г.
- Премия Андреса Белло (1978 и 1995) за вклад в культурное развитие Венесуэлы
- Орден Франсиско де Миранда за вклад в развитие страны
- L'Ordre du Merite Culturel от Польской Народной Республики за его вклад и распространение польской культуры и искусства

### Избранные выпуски
| Год выпуска | Заголовок                                                                | Студия               | Формат | Примечания |
| ----------- | ------------------------------------------------------------------------ | -------------------- | ------ | --- |
| 2005 г.     | Квартет Гальцио ди Каракас - Брамс, Форе                                 | Italia Mondo Cultura | CD     | 20 мая 1976, Копенгаген, - Коррадо Гальцио (фортепиано), Олаф Ильзнис (скрипка), Марио Месколи (альт), Антониетта Франзоза (виолончель), Эдуардо Робле Пикер (карикатуры) |
| 2006 г.     | Суна Кан и Коррадо Гальцио Брахамс, Григ, Барток, Дворжак                | Italia Mondo Cultura | CD     | Живая запись 1983, Мессина |
| 2006 г.     | Сальваторе Аккардо и Коррадо Гальцио: Шуман, Шуберт, Моцарт              | Fonè                 | CD     | Живая запись Каракас 17 ноября 1973 г. |
| 2014 г.     | Аккардо - Гальцио из Концерта Тартини Шуман Брамс Равель Венявски Динику | Italia Mondo Cultura | CD     | Живая запись, 7 сентября 1972 , Pieve a Elici (Лукка). Живая запись, 10 сентября 1972 г, Флоренция.                                                                       |

## Наследие
В Венесуэле Коррадо Гальцио входил в число деятелей искусства, эмигрировавших в Латинскую Америку после трагических событий Второй мировой войны . Среди них был художник и скульптор Джорджо Гори, чешский живописец Гильермо Хейтер, итальянский композитор Примо Казале, итальянский архитектор Грациано Гаспарини, испанский архитектор и карикатурист Эдуардо Робле Пикер и многие другие. Иммиграция талантливых деятелей искусства из Европы была частью политики культурного развития Венесуэльской Республики при президенте Маркосе Пересе Хименесе. Она чрезвычайно сильно способствовала развитию культуры Венесуэлы.
Сегодня Венесуэла может похвастаться одними из самых исторически важных институтов классической музыки в мире. К ним относятся многочисленные оркестры, которые с 1960-х годов образовались и продолжают образовываться в стране на муниципальном, государственном и международном уровнях. За годы своей деятельности Гальцио в сотрудничестве с несколькими видными венесуэльскими и европейскими коллегами неустанно работал над отбором музыкальных талантов из оркестров El Sistema и других программ, создавая оркестры на территории Европы и Латинской Америки.